# Histoire des chemins de fer
Pour un article plus général, voir Chemin de fer.
Histoire des chemins de fer français

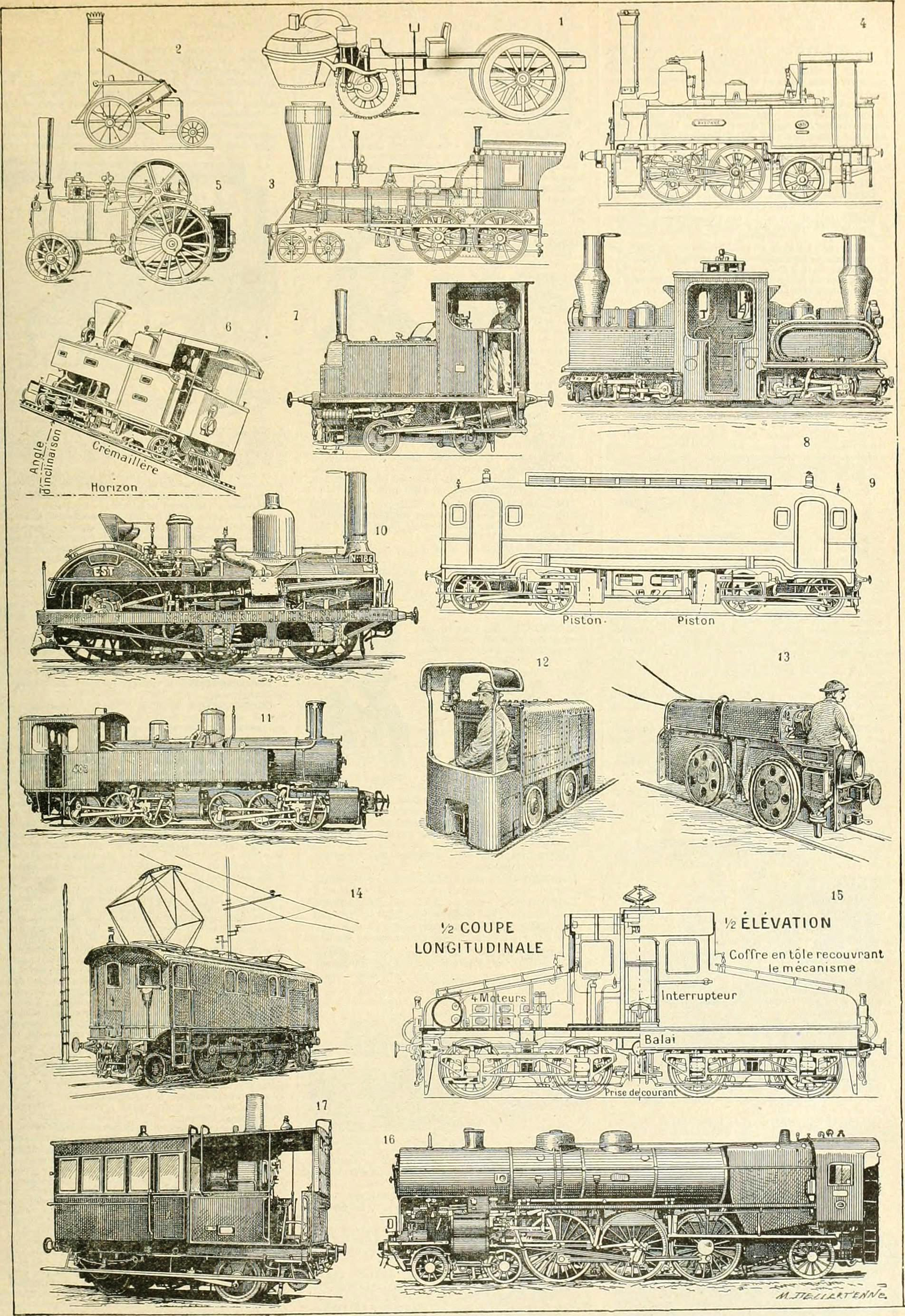
Larousse universel en 2 volumes; nouveau dictionnaire encyclopédique publié sous la direction de Claude Augé (1922)

L’histoire des chemins de fer, c'est-à-dire d'un moyen de transport guidé, associant une voie ferrée et des véhicules spécifiques tractés par un engin à moteur, commence en Grande-Bretagne à la fin du XVIIIe siècle et au début du XIXe, puis progresse en quelques décennies au fur et à mesure des progrès techniques, pour donner lieu à l'intense développement ferroviaire des années 1840. Le chemin de fer devient alors le mode de transport terrestre dominant pendant près d'un siècle, avant d'être supplanté, depuis la fin de la Seconde Guerre mondiale, par le transport routier automobile, et concurrencé par le transport aérien.
L'histoire du transport guidé commence cependant bien plus tôt, avec l'utilisation d'ornières creusées dans la pierre, et en remontant plus loin dans le temps des systèmes utilisant le bois comme chemin sont une des hypothèses envisagées pour expliquer le transport des charges lourdes dans l'Antiquité.
C'est l'invention de la locomotive, favorisée par les développements donnés à la machine à vapeur dans le courant du XVIIIe siècle, et les progrès rapides réalisés dans ce domaine, ainsi que dans la conception des rails et de la voie, qui permettent en peu de temps de passer de systèmes utilisant des rails en bois, puis en fonte ou en fer, à des voies à rails d'acier, et de la traction humaine ou animale, à la puissante traction des machines.
Le chemin de fer permet de garantir des déplacements rapides et sûrs, pour les personnes comme pour les marchandises. Tant en Europe qu'aux États-Unis, il contribue ainsi puissamment à la révolution industrielle, à la capitalisation et au développement du secteur financier et du commerce, et au développement urbain qui caractérisent le XIXe siècle, tout en bénéficiant en retour des avancées technologiques du siècle et des moyens d'investissement importants que nécessitent ses coûteuses infrastructures.
Alors que les transports par voie de terre sont encore largement tributaires de la force animale - les premiers véhicules terrestres à moteur n'apparaissent qu'à la fin du XIXe siècle - le chemin de fer permet de desservir villes et campagnes grâce à des réseaux maillés et à l'utilisation de différents écartements, les plus étroits permettant à moindre coût d'atteindre des localités reculées ou d'affronter le relief en zone de montagne.
Le chemin de fer prend ainsi une importance majeure sur le plan économique et social, mais aussi militaire, en réduisant considérablement la durée des mobilisations et le temps de transport des troupes. Il intéresse ainsi les États, qui exercent tous à des degrés divers une tutelle ou un contrôle sur les réseaux nationaux. Certains États deviennent même, comme la France, constructeurs et exploitants de réseaux, notamment pour pallier les carences du secteur privé.
Les divers accidents, parfois catastrophiques, que connaît le chemin de fer donnent lieu à la mise en place de systèmes et de protocoles de sécurité qui permettent de faire du rail l'un des plus sûrs moyens de transport.
Parallèlement à ces progrès, l'industrie ferroviaire ne cesse d'améliorer les conditions de vitesse et de confort en particulier pour le transport de voyageurs. Dans l'après-guerre, cette tendance aboutit à la disparition de la locomotive à vapeur dans tous les réseaux modernes, et au déploiement commercial de la traction électrique, qui permet d'obtenir des vitesses élevées, et qui donne lieu à la création de réseaux à grande vitesse sur lesquels circulent des trains dédiés. Ce phénomène s'est accompagné, dans le courant du XXe siècle, de la concentration des entreprises ferroviaires et de la disparition de la grande majorité des petits réseaux locaux et ruraux, au profit du transport routier.

## Ancêtre des chemins de fer
Le chemin de fer a été créé pour réduire le travail à fournir lors d'un déplacement de masse. Dans cette perspective, les chemins guidés durant l'Antiquité (roulement sur des plans inclinés en bois parfois garnis de métal chez les Égyptiens, routes romaines en pierre — en marbre près de Rome — entaillées de profondes ornières, diolkos grecs) sont les précurseurs.
La voie charretière ou les réseaux de chemins guidés dans les mines au Moyen Âge sont également des précurseurs, qui peuvent être considérés comme l'ancêtre du chemin de fer. Des vestiges de ces rigoles de pierre sont encore visibles de nos jours. Par exemple, on en a retrouvé à Pompéi datant de l'an 50 ap.J-C. Un autre exemple en est la route d'Etraz en Suisse. Plus tard ce principe fut employé à nouveau lors du développement des mines de charbon en Grande-Bretagne. Les pierres plates n’étant pas satisfaisantes, on utilisa du bois, puis, pour en réduire l’usure, on plaça du fer dans le fond de la gorge. Cette technique présenta à l'époque le même problème que les tramways d’aujourd’hui, qui utilisent un système similaire : les cales se remplissent de déchets (ce qui est très problématique dans une mine où les déchets sont des pierres). C’est ainsi que l’on créa le rail pour faire face à ce problème à la fin du XVIIIe siècle.

## Premiers chemins de fer

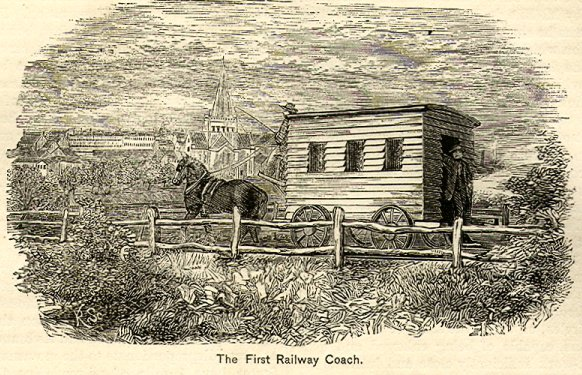
« Le premier Railway Coach »

Le fait d’utiliser des rails afin de faire avancer un wagon n’est pas un moyen de transport qui date du XIXe siècle. Au Moyen Âge déjà on utilisait ce type de moyen de transport, dans les mines, comme des rails « tels ceux en bois trouvés à l'Ofenpass en 1993, les plus anciens de Suisse (1441) ».
L'usage de voies constituées de rails de bois sur lesquels circulaient des chariots hippomobiles, est attesté en Alsace dans les années 1540, puis s'est répandu en Europe. Au début du XVIIIe siècle, on commença à employer le fer pour les roues comme pour les rails, et ces systèmes prirent le nom de tramways. Typiquement, les roues étaient guidées dans des ornières revêtues de plaques métalliques. Vers la fin du XVIIIe siècle, un ingénieur anglais, William Jessop, conçut les rails à ornière destinés aux roues à boudin, pour un projet à Loughborough (Leicestershire), en 1789. En 1802, Jessop ouvrit le Surrey Iron Railway dans le sud de Londres, qui utilise des rails en forme de L et la traction hippomobile.
James Watt, inventeur et ingénieur en mécanique écossais, apporta en 1769 à la machine à vapeur les améliorations qui permirent d'en généraliser l'usage et encouragèrent d'autres expériences.

## Arrivée de la vapeur
Richard Trevithick, ingénieur cornouaillais, construisit la première locomotive à vapeur en 1804. Sa locomotive, qui n'eut pas de nom de baptême, fut utilisée dans l'usine sidérurgique de Pen-y-Darren au Pays de Galles. Ce fut un échec sur le plan économique, car la machine était trop lourde pour la voie et resta en panne.[réf. nécessaire]

Locomotive de Trevithick (1804), premier succès d'une locomotive à vapeur

En 1805, puis en 1808 il construit deux autres locomotives, la seconde portant le nom de M'attrape qui peut !. Celles-ci n'étant pas concluantes non plus, et malgré son génie inventif, Richard Trevithick finit sa vie dans la pauvreté. Son œuvre resta méconnue.
En 1812 un ingénieur et inventeur américain, Oliver Evans, publia sa vision du développement du chemin de fer à vapeur, avec un réseau de lignes à longue distance desservi par des locomotives rapides, reliant les villes entre elles et réduisant sensiblement les temps de parcours tant pour les voyageurs que pour les marchandises. Evans précisa que des voies parallèles devaient être prévues pour permettre la circulation des trains dans les deux sens.
En 1813, George Stephenson persuada le directeur de la houillère dans laquelle il travaillait de le laisser construire une machine à vapeur. Il construisit la Blücher, la première locomotive à roues adhérentes. Les boudins des roues permettaient de faire rouler les trains sur le sommet des rails, et non plus dans des rails creux. Cela simplifia grandement la conception des aiguillages, et ouvrit la voie au chemin de fer moderne.
La compagnie du chemin de fer Stockton - Darlington ouvrit sa première ligne le 27 septembre 1825. Stephenson conduisait lui-même sa machine, la Locomotion n° 1 ; le spectacle attira une grande foule de spectateurs.
La locomotive à vapeur fut inventée au tout début de la révolution industrielle et le chemin de fer devint un rouage essentiel de l'industrialisation, qui nécessitait le déplacement rapide des marchandises et de la main-d'œuvre. Au début, il était en concurrence avec le transport fluvial, mais rapidement le chemin de fer s'imposa grâce à la machine à vapeur, à l'amélioration de la voie et à la possibilité de construire des lignes de chemin de fer là où les canaux étaient impraticables.
Alors que dans toute l'Europe se développaient de nombreuses lignes d'initiative privée, la première ligne publique est inaugurée le 5 mai 1835 entre Bruxelles et Malines. D'emblée, sous l'influence du ministre Charles Rogier, partisan des idées fouriéristes, pour qui le chemin de fer doit être accessible au peuple, c'est une ligne offrant trois classes (correspondant à trois types de voitures qui, au début, reçoivent des noms inspirés de la terminologie traditionnelle des transports, berlines, diligence et char à bancs). La classe la plus économique permet le déplacement des ouvriers, ce qui sonne l'heure du début des migrations quotidiennes de travailleurs favorisant la poursuite de l'industrialisation. Cette première ligne, suivie bientôt d'extensions, notamment vers l'Allemagne, fut dénommée plus tard "le Rhin de fer", lorsque la voie arriva à Ans, puis à Liège, prélude à la liaison vers le Rhin, car elle permettait de développer les échanges avec l'Allemagne pour remplacer les voies navigables passant par la Hollande devenues inaccessibles ou coûteuses depuis la révolution belge de 1830 qui avait mis fin à la domination  des Pays-Bas. Des stations fixes dotées de guichets étaient installées à chaque extrémité du parcours, puis en des points intermédiaires. Au début, les passages à niveau avec les voies routières furent gardés par des militaires qui présentaient les armes au passage des convois. L'avance prise par la Belgique favorisa les inventions dont les brevets furent déposés par des mécaniciens et ingénieurs tels Égide Walschaerts, en 1844, avec la distribution par coulisse répandue bientôt dans le monde entier au fur et à mesure de l'expansion des chemins de fer. Par la suite, l'ingénieur Alfred Belpaire trouva le moyen de convertir les foyers pour l'utilisation de ce que l'on appelait les charbons menus, résidus dont l'industrie ne voulait pas et que, pour cette raison, les chemins de fer belges pouvaient acheter à bas prix,. 
Les premiers développements ferroviaires sur le continent ne retirent pas à la Grande-Bretagne la première position qu'elle occupe, tant en capitalisation qu'en longueurs de réseaux :  la très forte expansion boursière des années 1840 en Angleterre, appelée aussi « railway mania » donne à ce pays la moitié des 9 500 kilomètres de rail européen en 1845, peu avant le krach de 1847, parfois surnommé le « krach du chemin de fer ».
La traction à vapeur se répand vite dans le monde entier et connaît son essor maximal avant les années 1950. Durant plus d'un siècle, on assiste progressivement à des modifications de la traction :
- distribution à coulisse de Walschaerts,
- adoption du foyer Belpaire, un foyer plat à grande surface pouvant utiliser tout type de combustible solide,
- chaudière Franco-Crosti (en),
- essai de la turbine à vapeur (pour accélérer la vitesse),
- tender à condensation (pour limiter les besoins d'approvisionnement en eau),
- machine à vapeur à fuel, d'origine ou modifiée (à partir des années 1930, l'essence donne de meilleurs résultats que le charbon et des brûleurs à fuel sont mis au point) : les machines à fuel ont connu leur heure de gloire dans le bloc de l'Est, avec les Rekonstruktionslokomotiven (abrégé Rekolok), suivant la terminologie est-allemande et en RFA, avec des essais fructueux sur les BR 01 (231), les BR41 (pacific) et les BR 44 (050), à partir des années 1950.

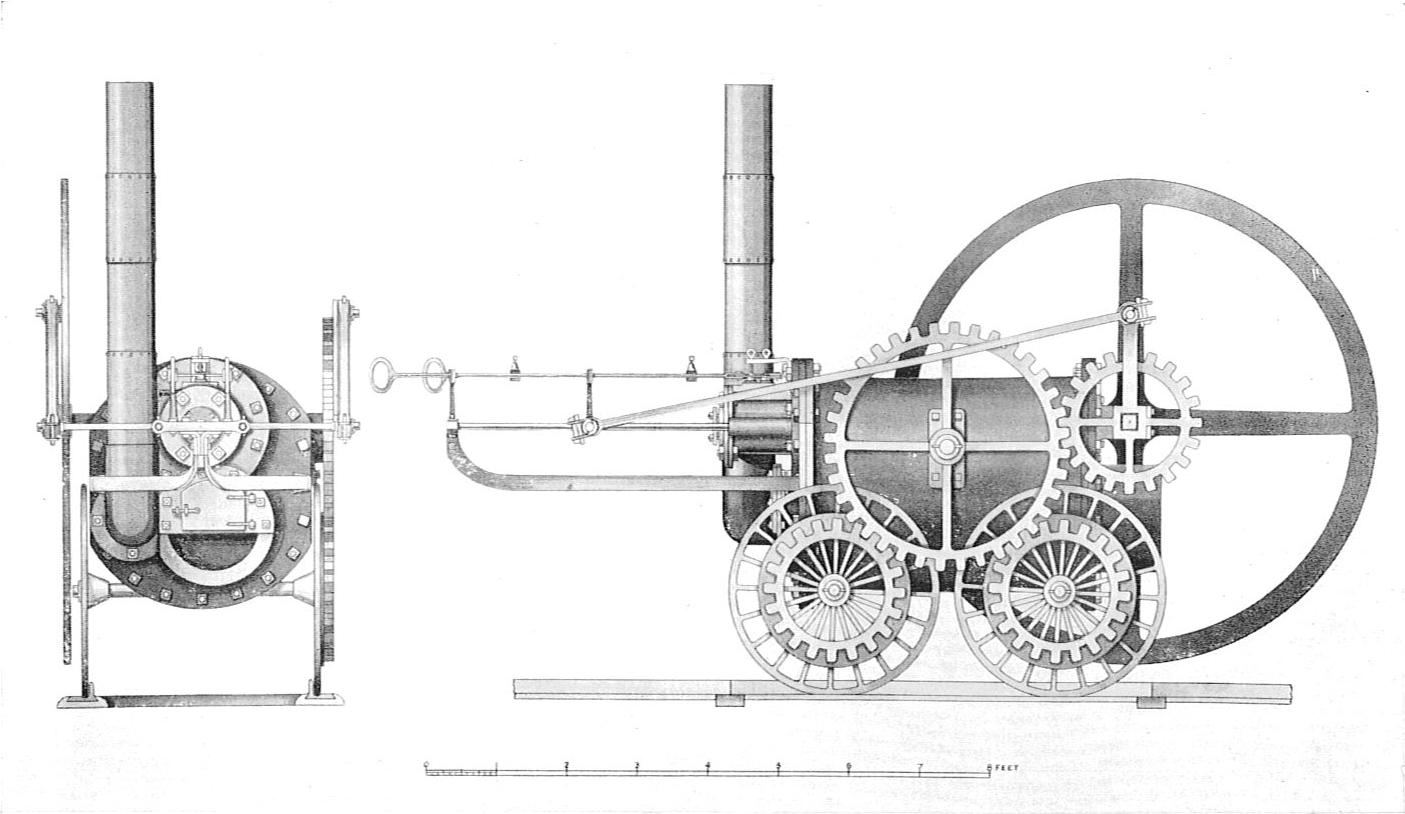
Locomotive Trevithick, 1802
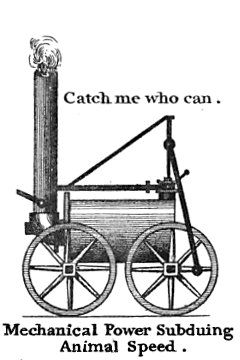
La M’attrape qui peut ! de Richard Trevithick, 1808
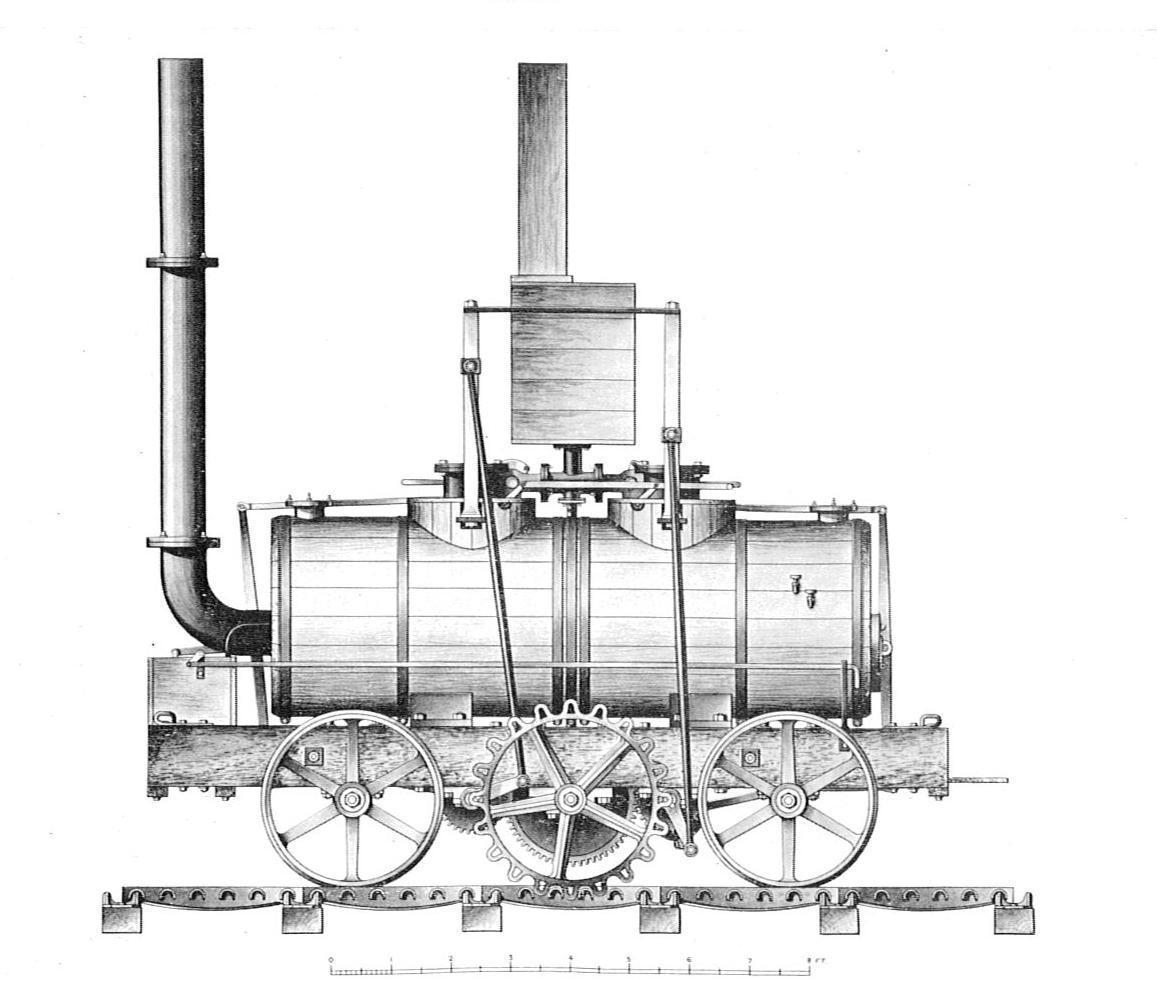
La Salamanca, 1812, première locomotive à assurer un service commercial.
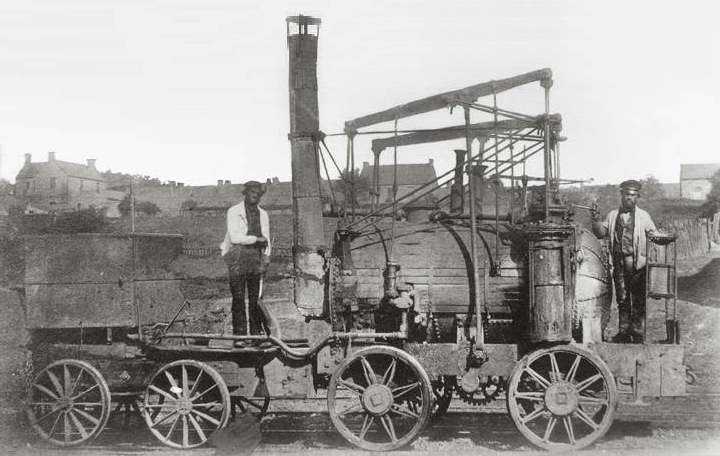
La Puffing Billy, 1814, la première locomotive opérationnelle à adhérence.
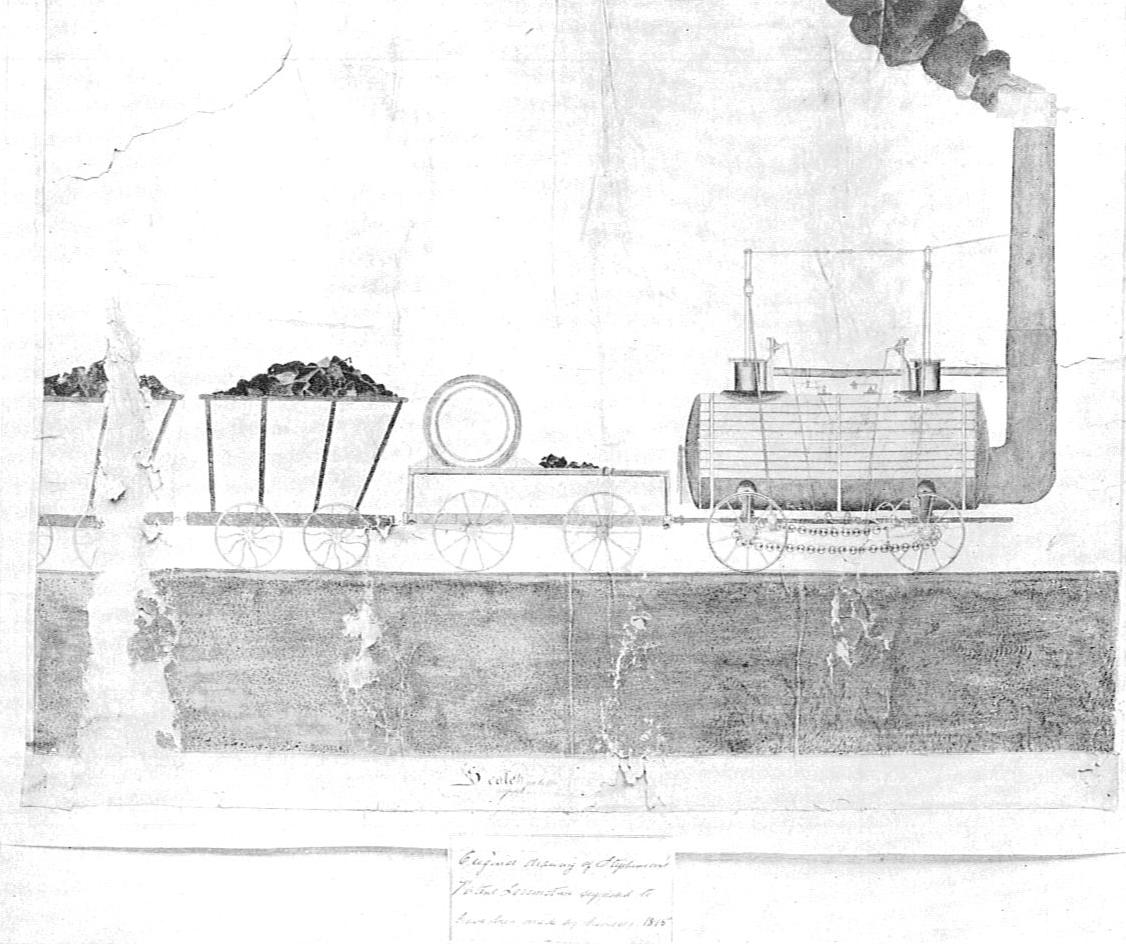
Locomotive Stephenson, Killingworth (en), 1815
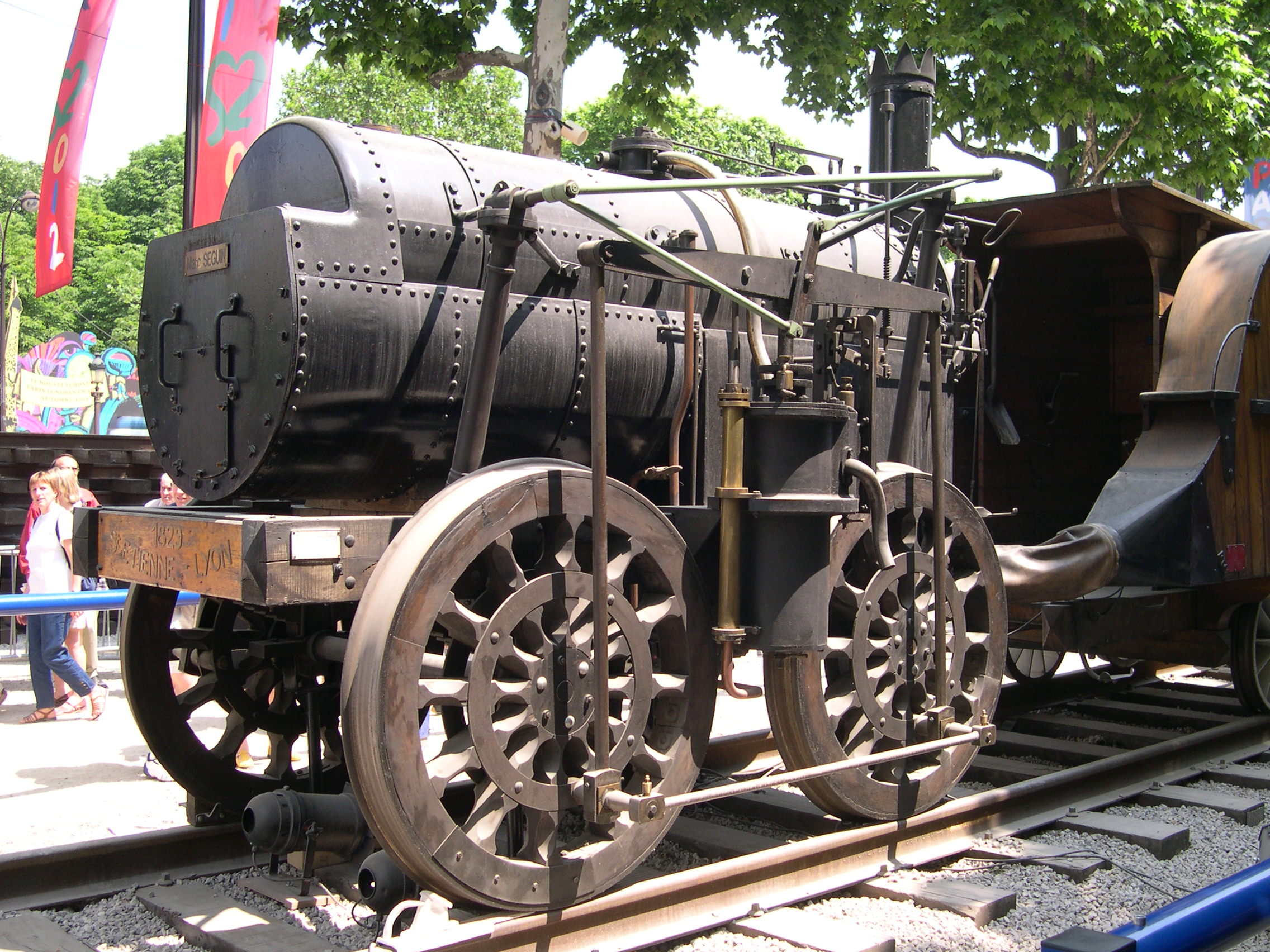
Locomotive Seguin, 1829, à chaudière tubulaire
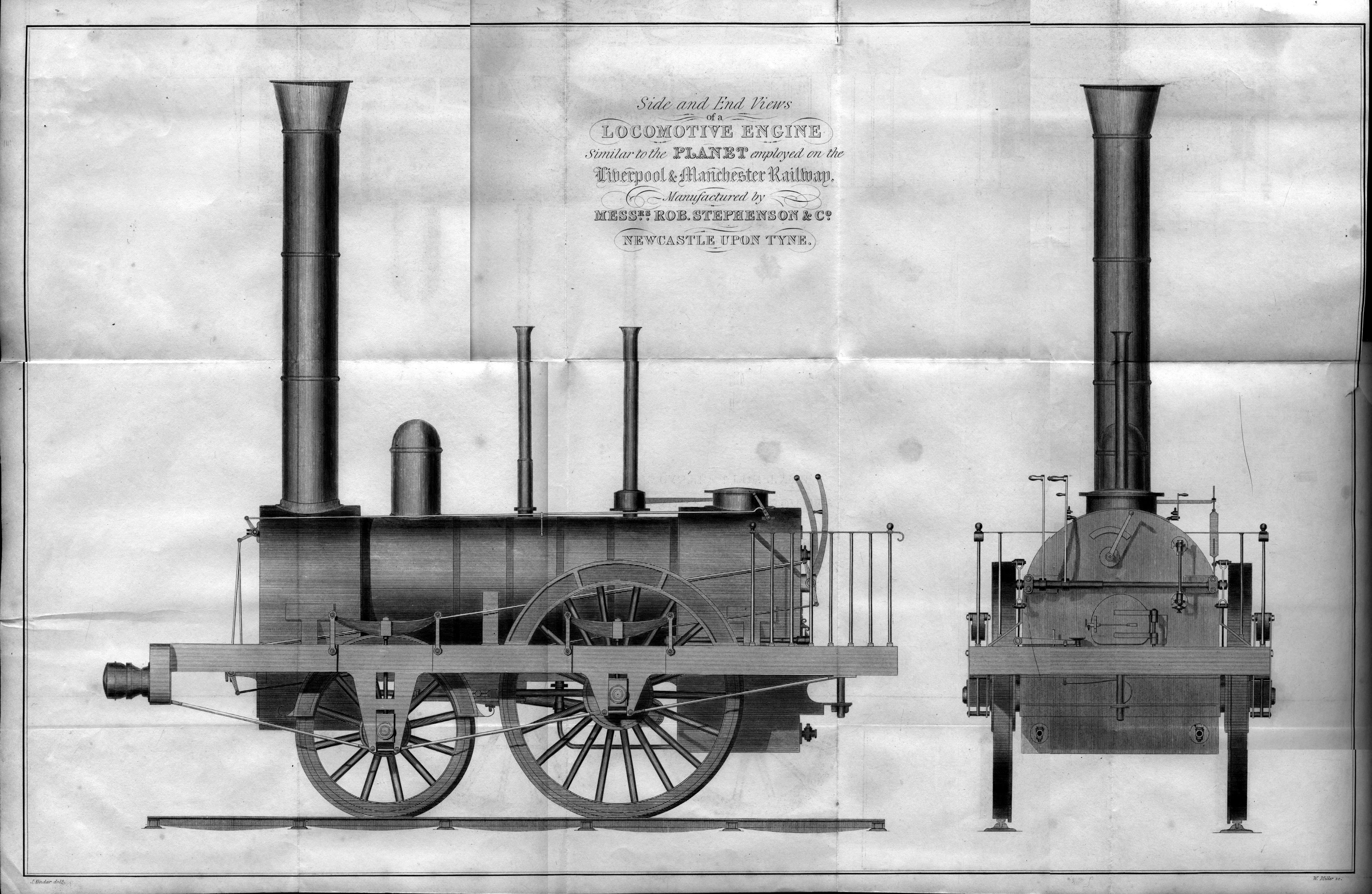
Locomotive Stephenson « Planet » 1832
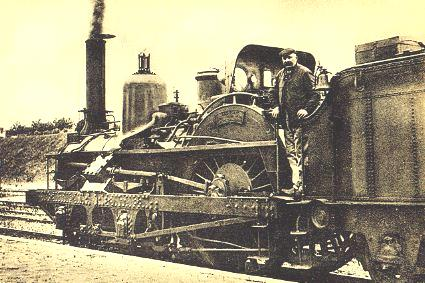
Locomotive Crampton

## Traction électrique
La première machine à traction électrique a circulé sur une voie de chemin de fer en transportant ses piles électriques en 1837 : le premier train électrique fut construit  à Aberdeen par Robert Davidson, un fabricant de produits chimiques. C'était alors une attraction qui fut ensuite présentée à Londres en 1842
. À la fin du XIXe siècle, dans un certain nombre de régions, notamment proches des montagnes (ce qui permet le développement de l'hydro-électricité), des expériences sont réalisées avec succès et de proche en proche étendues à l'ensemble des réseaux dans les années 1930 et généralisées après la 2de guerre mondiale, lors de la reconstruction des réseaux et leur électrification. 
Avant le développement du train électrique, la plupart des transports terrestres, à part les chemins de fer, étaient assurés essentiellement par des véhicules hippomobiles. L'utilisation de la voie ferrée avait permis à un cheval de déplacer deux fois plus de personnes, donnant ainsi naissance aux chemins de fer urbains. En janvier 1888, la ville de Richmond (Virginie) servit de terrain d'essai pour un nouveau chemin de fer urbain électrique conçu par Frank J. Sprague. À partir des années 1890, le développement de l'électricité permit l'extension des chemins de fer souterrains.
De grandes villes comme Londres et New York se dotèrent d'un système de métro. Quand la traction électrique devint plus pratique, la plupart des chemins de fer urbains furent électrifiés, et prirent notamment le nom de « tramways ».
Dans de nombreux pays, ces chemins de fer urbains électriques se développèrent au-delà des zones urbaines pour relier d'autres agglomérations. Aux États-Unis, des réseaux de chemins de fer appelés Electric Interurban  relièrent la plupart des agglomérations dans les États de l'Illinois, de l'Indiana, de l'Ohio, de Pennsylvanie et de New York. Dans la Californie du sud, le Pacific Electric Railway desservit la plupart des villes dans les comtés de Los Angeles et d'Orange. Il y eut des réseaux similaires en Europe, dont l'un des plus notables est celui qui relia toutes les villes de Belgique, le réseau de la Société Nationale des Chemins de fer Vicinaux.
Certains de ces réseaux existent encore et ont souvent été modernisés pour entrer dans les systèmes de transport public des zones concernées.

## Traction électrique en ligne
Dans le monde entier, le succès de l'électrification urbaine pousse de nombreuses compagnies à essayer de l'appliquer sur les grandes lignes. Le problème à résoudre est le transport de l'électricité.
L'Angleterre copie les systèmes adoptés par les réseaux de transports métropolitains urbains sans les transformer, avec prise de courant sur troisième rail et faible tension (750 V, ou 850 V comme pour la ligne de Cerdagne en France).
Pour d'autres, il faut utiliser le courant continu à haute tension afin d'éviter les pertes en ligne. Le 1 500 V est choisi en France et aux Pays-Bas, tandis qu'en Belgique, c'est le 3 000 V.
Le courant alternatif est plus facile à transporter, mais est mal adapté aux moteurs électriques existant alors. L'Allemagne, l'Autriche et la Suisse optent pour le 15 000 V monophasé fréquence 16 Hz 2/3.
Des essais en triphasé sont faits, mais exigent un équipement de taille, avec plusieurs lignes de caténaires. La région du Piémont en Italie a électrifié des lignes, mais les a par la suite converties au continu.
Les États choisissent un courant utilisé dans toutes les compagnies de leur pays, mais différent de celui des voisins. En cette période troublée, on souhaite que l'ennemi potentiel ne puisse faire circuler ses trains en cas d'invasion.
Finalement, en 1947, sous l'influence de Louis Armand, des essais en Allemagne puis en France démontrent le potentiel du 25 000 V monophasé 50 Hz (courant industriel). La France l'adopte pour continuer son électrification, et le généralise sur les lignes nouvelles. Les pays qui n'avaient pas encore commencé à électrifier l'utilisent. Aujourd'hui, l'électronique au service des moteurs électriques permet d'utiliser directement ce courant, sans le transformer.

## Traction diesel
On distingue deux types de locomotives diesel : 
- les locomotives diesel hydrauliques : la locomotive se déplace grâce à un moteur diesel : ces machines ont rapidement été cantonnées au transport marchandises sur des longues distances ou sur des pentes fortes, et aux services de manœuvre.

- Les locomotives diesel électriques dotées d'un moteur électrique alimenté par une dynamo mue par un moteur diesel. Les locomotives diesel-électriques sont plus propres, plus efficaces, et demandent beaucoup moins d'entretien que les locomotives à vapeur[18] :
- à partir des années 1950, les locomotives diesel-électriques se sont imposées dans de nombreuses régions du monde et particulièrement aux États-Unis. La toute nouvelle DB (RFA) a développé un parc de locomotives diesel dans les années 1950. En outre la traction diesel a connu un âge d'or en Europe de l'Est avec des machines comme la Ludmilla (la BR 230 de la DR) et le tambour de la Taïga, appelé ainsi en raison de l'absence de silencieux (la BR 200 de la DR), toutes deux produites en URSS.

Au cours du XXe siècle, aux États-Unis, les modes routier et aérien ont pratiquement éliminé le rail pour les déplacements de voyageurs à longue distance. Cependant le chemin de fer reste le mode dominant pour le transport des marchandises. En Europe et dans certains pays d'Asie, la place du chemin de fer dans les transports de voyageurs reste importante.